# Aniota (société secrète)
Pour les articles homonymes, voir Aniota.

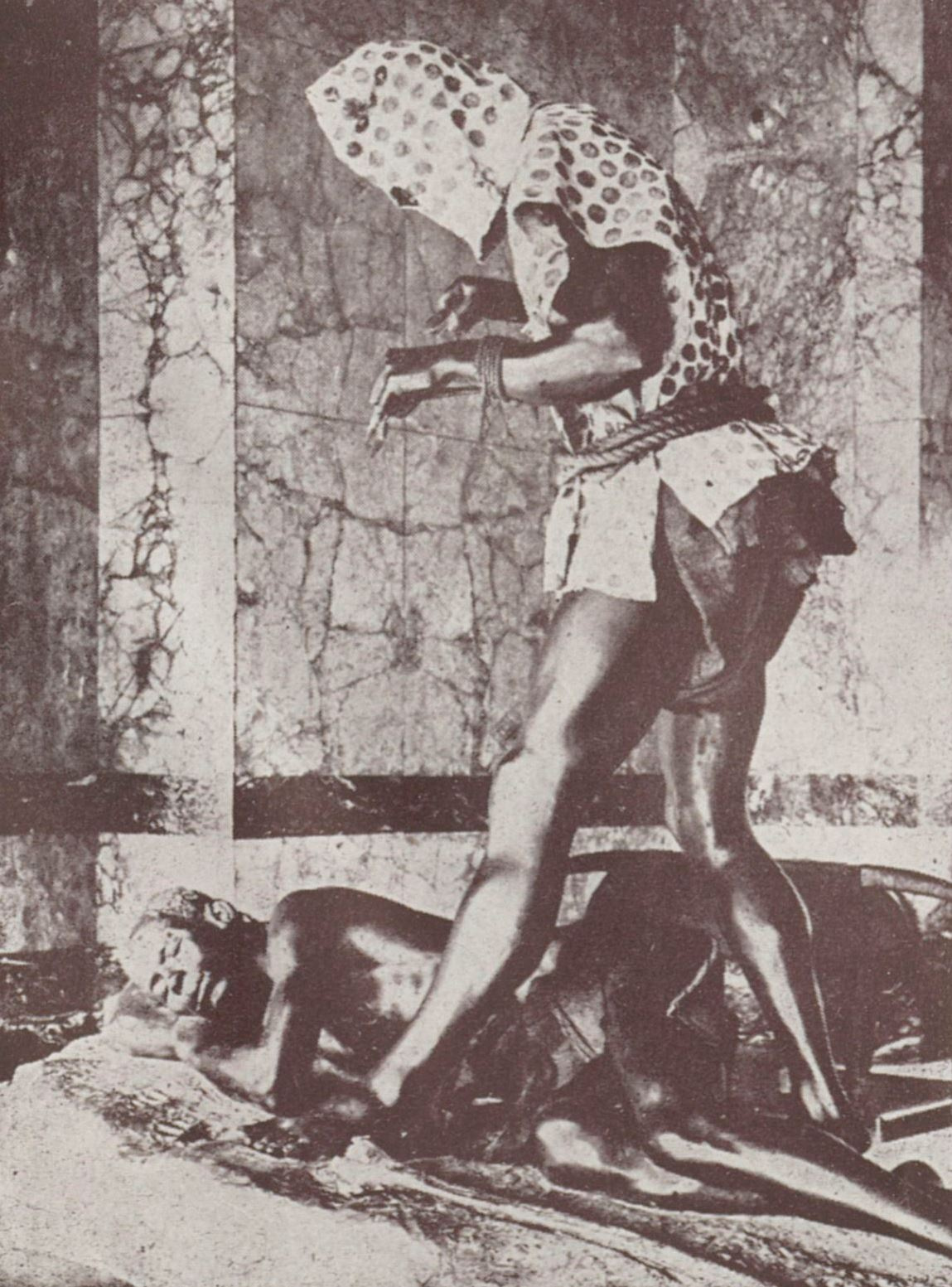
Reconstitution d'un homme-léopard au musée de Tervueren (1934).

Les Aniotas, anioto ou anyoto, dits aussi « hommes-léopards », sont membres d'une ou plusieurs sociétés secrètes africaines ayant une base de religiosité animiste. Elles opéraient en Afrique de l'Ouest et en Afrique centrale vers 1890 et 1935. Cette société est réputée recruter ses cadres parmi les sorciers villageois sans pour autant revêtir la structure hiérarchisée d'une secte. Ils étaient actifs autrefois au Congo belge, dans la région des Babali du Haut Aruwimi et pratiquaient l'assassinat rituel en simulant une attaque de léopard, aussi appelé panthère, dont la motivation première serait la vengeance. Dans les cultures occidentales, les représentations de la société ont été largement utilisées pour dépeindre les Africains comme barbares et non civilisés,.

## Présentation
Anyoto viendrait d’un verbe « nyoto » qui signifie griffer, mais la tradition populaire parle aussi d’une Aniota qui aurait été une instigatrice de la secte.
Lors de leur initiation, lors d’une cérémonie Mambela, les jeunes recrues, pour montrer leur détermination, devaient tuer un de leurs proches, homme, femme ou enfant, en simulant une mort due à un léopard ; ils n'entraient pas délibérément dans la confrérie mais étaient désignés par les anciens et ne pouvaient se soustraire à leurs ordres. Leur initiation commençait juste après la circoncision. Ils devaient alors abandonner leur famille et se rendre dans un endroit isolé, forêt ou îlot. Là, pendant de longs mois, le néophyte était soumis à des épreuves très pénibles et mettait sa vie en jeu. Si le candidat était blessé ou tué, nul ne s’en souciait, cela prouvait simplement qu’il n’était pas digne de devenir un homme-léopard. Si le candidat réussissait toutes les épreuves, on lui apprenait alors à imiter parfaitement les cris des félins et à se servir de ses armes d’assassin.
Les Aniotas furent aussi réputés anthropophages et, à un niveau supérieur, d'être capables de projeter leur conscience dans le corps d’un léopard, qu’il pouvait ainsi téléguider pour aller tuer quelqu’un sur le principe du loup-garou mais sans transformation corporelle.
Les Anyotos étaient connus de la population qu’ils terrorisaient mais qui faisait cependant souvent appel à leurs services pour agir en tant que justiciers.
Les membres de cette société se seraient vêtus de peaux de léopard, auraient attaqué les voyageurs avec des armes acérées ressemblant à des griffes et des dents de léopard et se seraient livrés à des actes de cannibalisme. Cependant, ces affirmations ont été contestées. L'érudite Vicky van Bockhaven écrit :

« Les récits selon lesquels les Anyoto imitaient parfois les attaques de léopards, ainsi que l'existence de leurs costumes, ont joué sur l'imaginaire européen. Les récits mentionnent souvent que les Anyoto tuaient des victimes innocentes sans raison apparente. L'aspect cannibale est également largement évoqué, même s'il semble généralement inexact. »

## Histoire

### Histoire générale
Connus depuis la fin du XIXe siècle, c’est en 1919 seulement que l’administration coloniale soupçonna le mouvement aniota d’être les assassins de si nombreuses victimes apparentes de léopards.
La croyance générale étaient d'abord que les hommes-léopards adeptes de la secte, n’avaient pour cible que les Noirs hostiles à la tradition et à l’indépendance, ou trop enclins à coopérer avec les colons. Parmi les victimes, aucun Blanc n’a jamais été recensé.
Des rencontres avec des vestiges présumés des Anyotas à l'époque postcoloniale ont été décrites par Donald MacIntosh et Beryl Bellman.

### En république démocratique du Congo
L’administration coloniale belge lutta contre cette confrérie qui risquait de déstabiliser le système mis en place des chefferies.
Dès 1921, des rapports de police avaient été rédigés sur des meurtres mystérieux perpétrés par les hommes-léopards. Après des mois d’enquête, des suspects furent arrêtés et pendus en place publique.
De 1933 à 1934, l’administration coloniale du Congo belge enquêta sur une série impressionnante de morts suspectes.
Les cadavres, du moins ceux que l’on retrouvait car il y avait aussi des disparitions, présentaient tous de profondes blessures à la gorge et, sur le reste du corps, de sillons sanglants. Ces blessures donnaient à penser que le meurtre était l’œuvre d’un fauve. Les empreintes repérées au sol, autour des victimes, tendaient à corroborer cette hypothèse. Mais, un examen plus approfondi révéla bientôt que tous ces crimes avaient été perpétrés par de faux félins : les hommes-léopards. Durant ces deux années, ils atteignirent dans cette région de grandes proportions. Plusieurs centaines de corps lacérés et atrocement mutilés furent retrouvés. Les populations locales refusèrent en majorité de collaborer avec les autorités coloniales de crainte de représailles. Ces massacres auraient été liés à la rivalité entre deux populations : les Bapakombe et les Wanande, les premiers reprochant aux seconds d’envahir leur territoire.
Dans les mois qui précédèrent l’indépendance décidée du pays le mouvement reprit une ampleur inattendue, les Aniotas assassinèrent rituellement d’importants leaders nationaux[Lesquels ?].
Le mouvement n'aurait plus fait parler de lui depuis ou serait à l'état latent.

### Au Liberia
Lors d'une enquête de terrain menée dans les années 1960 auprès du peuple Mano, dans le centre-nord du Liberia, l'anthropologue américain James Riddell a recueilli des témoignages détaillés sur les Sociétés du Léopard et du Crocodile (en) actives dans cette région, notamment auprès d'anciens membres de ces sociétés. Elles étaient composées d'hommes de différentes villes et leur objectif principal était d'organiser le commerce entre ces villes, qui étaient par ailleurs des unités politiques indépendantes. Seuls les hommes capables de mobiliser de nombreuses personnes à leur charge étaient autorisés à les rejoindre, car l'organisation du commerce, le transport et la protection des marchandises étaient des activités à forte intensité de main-d'œuvre. Ceux qui souhaitaient adhérer devaient sacrifier un membre de leur « propre groupe domestique lors d'un festin cannibale » afin de prouver qu'ils disposaient de suffisamment de personnes à leur charge dont ils pouvaient offrir les services. Le prétendu attentat contre les voyageurs n'était qu'un stratagème pour dissimuler le lien entre la victime et l'homme qui avait choisi de la sacrifier. Les festins cannibales, en revanche, étaient bien réels, selon plusieurs anciens membres de la société interrogés par Riddell.
Dans les années 1920, Lady Dorothy Mills (en) s'est entretenue avec plusieurs commissaires de district qui tentaient de poursuivre en justice les membres de la Société des Léopards impliqués dans des meurtres cannibales. Elle a noté : « Les membres offriront et aideront à trouver un membre de leur famille pour le sacrifice. Un homme offrira sa femme, son enfant ou son jeune frère ». Pour éviter tout soupçon, la victime choisie était généralement enlevée devant son domicile, mais Mills s'est également entretenue avec un homme qui avait été témoin de l'attaque d'une maison par un groupe de « Léopards », emportant un homme et un garçon qui dormaient là, soi-disant comme victimes pour leur prochain festin.

### Au Sierra Leone
Lors d'un procès pénal dans les années 1900, un membre de la Société du Léopard a avoué avoir assisté au meurtre d'une jeune fille offerte par un autre membre de la société et avoir mangé sa chair. Dans ce cas, la victime était une esclave achetée, et non un parent du donneur. L'enfant a été tuée et décapitée par son propriétaire, qui a ensuite divisé le corps en quatre parties en le coupant « au milieu et en travers ». La chair a été cuite et mangée par les membres de la société ; certains, absents lors de la cérémonie, ont également reçu leurs parties et les ont mangées plus tard.
Lors d'un autre procès, quelques années plus tard, un homme déclara qu'un autre membre de la société avait offert sa nièce pour le sacrifice. Après que la jeune fille eut été poignardée à mort avec un grand couteau et découpée en morceaux, toute sa chair fut rôtie sur un feu ouvert et mangée par les membres de la société, y compris le témoin. Les membres les plus importants pouvaient choisir leurs morceaux préférés, tandis que les autres devaient se contenter du reste. Tout les organes comestibles furent mangé ; seuls les os et le crâne de la jeune fille, débarrassés de toute chair, furent laissés sur place une fois le festin terminé. Grâce à ce témoignage et à d'autres preuves, l'oncle de la jeune fille fut reconnu coupable de meurtre et exécuté plus tard. D'autres procès ont révélé des pratiques similaires, où des hommes offraient volontairement des personnes à leur charge, souvent des proches, pour le sacrifice et la consommation. Si tous les membres de la société semblent avoir été des hommes adultes, les victimes dévorées étaient généralement des « jeunes garçons et filles ».

## Confréries semblables en Afrique
On parle également d'hommes-léopards, sous d'autres noms au Liberia et en Sierra Leone. Divers cultes animistes semblables peuvent être rencontrés à travers l'Afrique. Les animaux de totem sont différents : hommes-lions au Tanganyika, hommes-hyènes en Côte d'Ivoire ainsi que des hommes-chimpanzés, hommes-crocodiles, hommes-panthères, hommes-gorilles, hommes-babouins, dans quelques régions. S'inspirant des Aniotas du Congo, certains sorciers au Nigéria ont recréé l'homme-hyène, qu'on surnomme aussi Kovenkore. La structure criminelle et vengeresse de la fraternité serait par contre identique. On peut alors parler d’une confrérie initiatique existant dans un grand nombre de tribus vivant entre le Congo et la Guinée.
Chez les Bamilékés, populations d'origine soudano-bantoue établies dans les régions montagneuses du Cameroun, on nomme "Foufou" une organisation clandestine de bourreaux, toujours masqués et chargés à la nuit tombée des exécutions à mort.

## AuXXIesiècle
Les sectes des hommes-léopards et hommes-panthères subsistent dans certains districts du Cameroun et des états limitrophes comme le Nigeria et le Congo.

## Analyses et hypothèses
Les hommes-léopards étaient intimement liés à l'association initiatique du mambela. Les chefs ou sorciers choisissaient parmi eux les futurs hommes-léopards ou anioto, qu'ils formaient au combat. Le secret total et la solidarité absolue entre initiés du même groupe a certainement favorisé la naissance de l'aniotisme au sein du mambela. Mais la mise en place des structures coloniales a effrité les pouvoirs des chefs ethniques, politiques et judiciaires des grands initiés détenteurs de ces pouvoirs. Ceci peut avoir conduit les chefs à ériger en système le meurtre rituel, seul moyen de restaurer par la crainte le pouvoir vacillant de leurs dirigeants traditionnels. Ce qui expliquerait qu'au moment de l'indépendance, ces mêmes pouvoirs se soient attaqués aux leaders africains qui allaient prendre la place de l'administration coloniale, d'autres évoquent que leurs membres avaient fini par collaborer avec le colonialisme belge, voire tiraient de ce régime une garantie de pérennité de leur pouvoir.
L'initiation des hommes-léopards au combat, cérémonie qui comportait notamment l'absorption de plantes excitantes, on constate que l'aire de dispersion de ces rites coïncidait avec l'aire où se sont manifestés des contacts fréquents entre les diverses populations conquérantes et ceux-ci.

## Dans la culture populaire

### Dans la littérature
- La première référence à cette société dans la littérature occidentale se trouve probablement dans Sierra Leone, Or the White Man's Grave (1888) de George Banbury[11].
- Elle est aussi présente dans le roman américain The Leopard Man, de Perley Poore Sheehan (en) (1932)[12].
- La confrérie est évoquée dans la série Tarzan dans le roman américain d'Edgar Rice Burroughs : Tarzan et les hommes-léopards (en) (Tarzan and the Leopard Men), 1932 - 1933.
- Bob Morane affronte des Hommes-Léopards dans le roman belge d'Henri Vernes La Vallée des Brontosaures, publié en 1955.
- Dans la série française L'Autre de Pierre Bottero, publiée entre 2006 et 2007, l'héroïne détient le pouvoir de se transformer en panthère, pouvoir qui lui vient de ses ancêtres congolais, probablement des Hommes-Léopards.
- Dans le roman américain Écorchures (Die Again) de Tess Gerritsen, paru en 2014, il est fait mention de la secte des hommes léopard comme élément de meurtres rituels commis au Botswana et sur le sol américain[13].

### Dans les beaux-arts
- En 1913, le Musée royal de l’Afrique centrale à Tervuren près de Bruxelles (en Belgique), a acquis une sculpture de Paul Wissaert commandée par le ministère belge des Colonies, envoyé par Charles Delhaise en 1911, représentant un homme-léopard se préparant à attaquer une victime[1]. Elle est représentée par l'artiste congolais Chéri Samba dans Réorganisation (2002), commandée par le Musée royal, au centre d'un bras de fer entre les Africains essayant de retirer la sculpture du musée et les Blancs essayant de l'y garder[14],[15]. Toutefois, elle a été enlevée et placée dans une salle séparée avec d'autres statues controversées[16].

### Dans la bande-dessinée
- Tintin au Congo d'Hergé, de la série belge Tintin, fit connaître au grand public et pérennisa le thème de la confrérie en 1931. Pour la représenter, il s'est basé sur la sculpture du Musée royal de l’Afrique centrale à Tervuren[15].
- Le héros éponyme de la série française Alix créé par Jacques Martin, dans l'album de 1959, La griffe noire, affronte des hommes-léopards africains.
- Dans le quatrième épisode du recueil italien Les Éthiopiques (Les hommes-léopards du Rufiji), créée par Hugo Pratt et publiée en 1978, Corto Maltese s'allie avec des Hommes-Léopards. Pratt désirait parler dans une de ses aventures de cette confrérie africaine, "police interafricaine" rendant la justice comme Interpol en Occident. Et cette justice existe même encore en Europe. Il fait aussi dire au personnage de Brukoï, Homme-Léopard au Tanganyika, qu'il existe aussi des équivalents au Congo qu'on appelle lhommes-simbas ou lions, sur les rives des grands fleuves les hommes-crocodiles (Crocodile Society (en))[17].
- Dans le cinquième épisode de sa série belge Le Royaume du léopard, créé par Daniel Desorgher et Stephen Desberg et publié en 1991, Jimmy Tousseul a également affaire aux Hommes-Léopards.

### Dans les jeux
- Dans le livre Les Secrets du Kenya, supplément de la gamme de jeu de rôle américain L'Appel de Cthulhu publié en 2007, un des scénarios est une enquête sur les activités de la secte des Hommes-Léopards.

### Dans la musique
- Dans son morceau "Blackmobile" sorti en 2012, le rappeur franco-sénégalais Freeze Corleone dit : « Homme-léopard négro comme les anyotos, vous pouvez courir vous cacher on vous trouvera même à Kyoto ».

### À la télévision
- Au cours de la quatrième saison de la série franco-belge Les Mystérieuses Cités d'or, diffusée en 2020 - 2021 et dont l'action se passe principalement en Afrique, les héros (Esteban, Tao, et Zia, accompagnés par Mendoza, Sancho et Pedro) doivent affronter les hommes-léopards avant de découvrir Orunigi, la sixième cité d'or.
- Dans la série franco-belgo-allemande Les rivières pourpres (épisode 1-2, saison 4 : "Kovenkore"), un "homme-panthère", ou plus exactement son homologue nigérois[pas clair] "l'homme-hyène", est au centre de l'intrigue.